# RhB Ge 4/4 III
Die RhB Ge 4/4III sind vierachsige Schmalspur-Elektrolokomotiven der Schweizer Rhätischen Bahn (RhB), welche ab 1993 in Dienst gestellt wurden – die Bauartbezeichnung der Lokomotiven lautet Ge 4/4.

## Geschichte

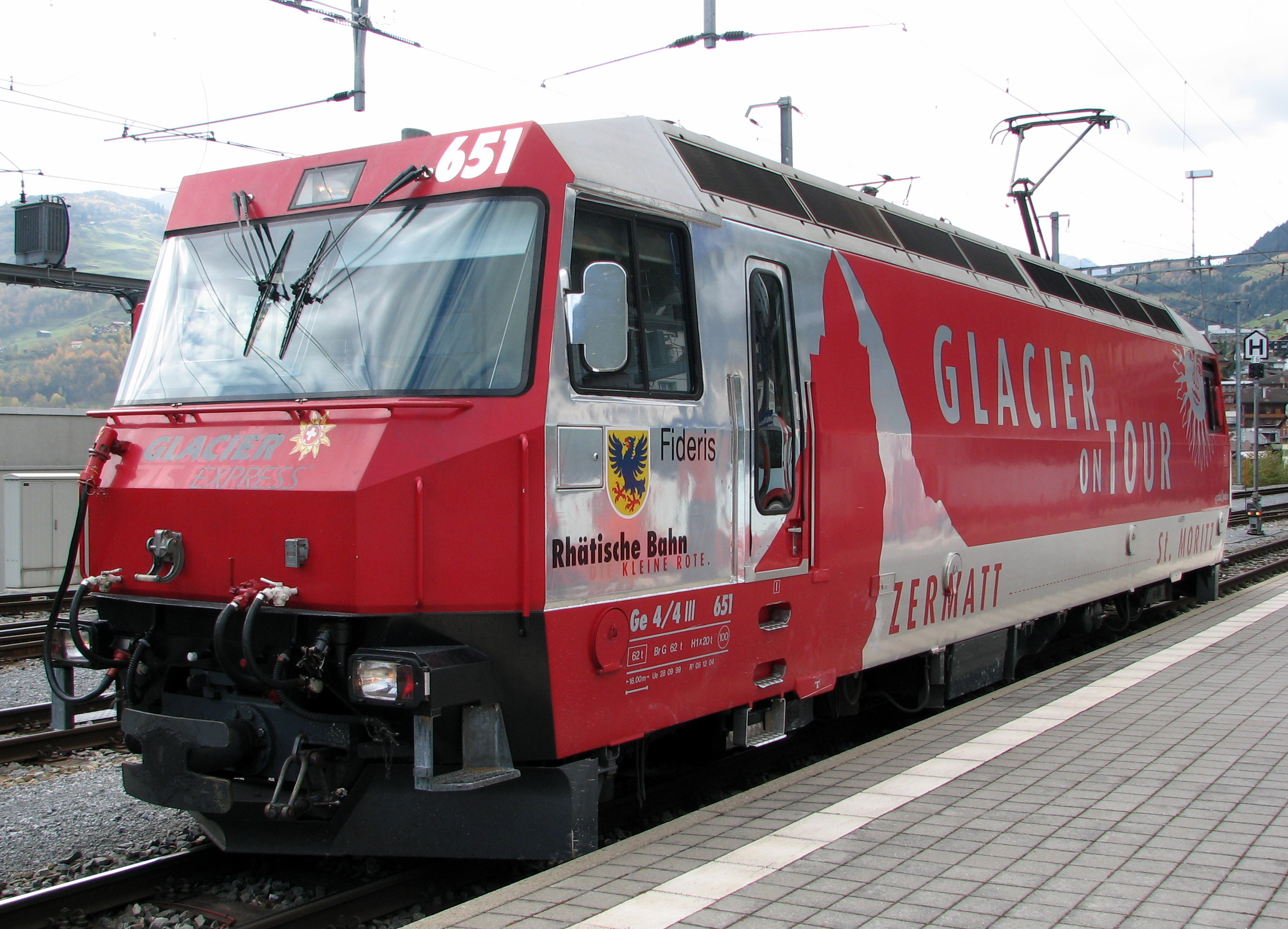
RhB Ge 4/4^{III} 651 „Glacier on Tour“

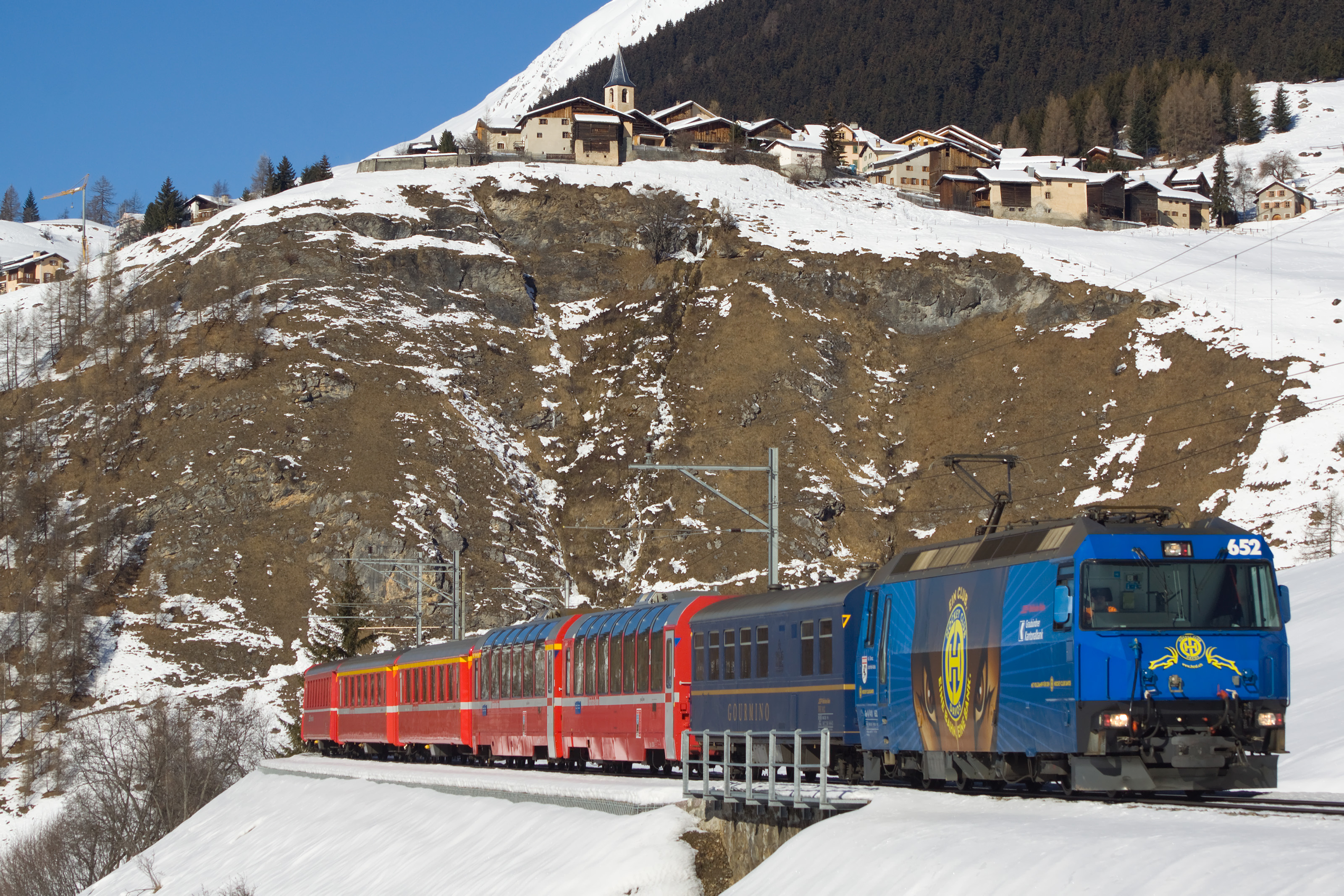
RhB Ge 4/4^{III} 652 „HCD“ mit Albula-RE oberhalb von Bergün

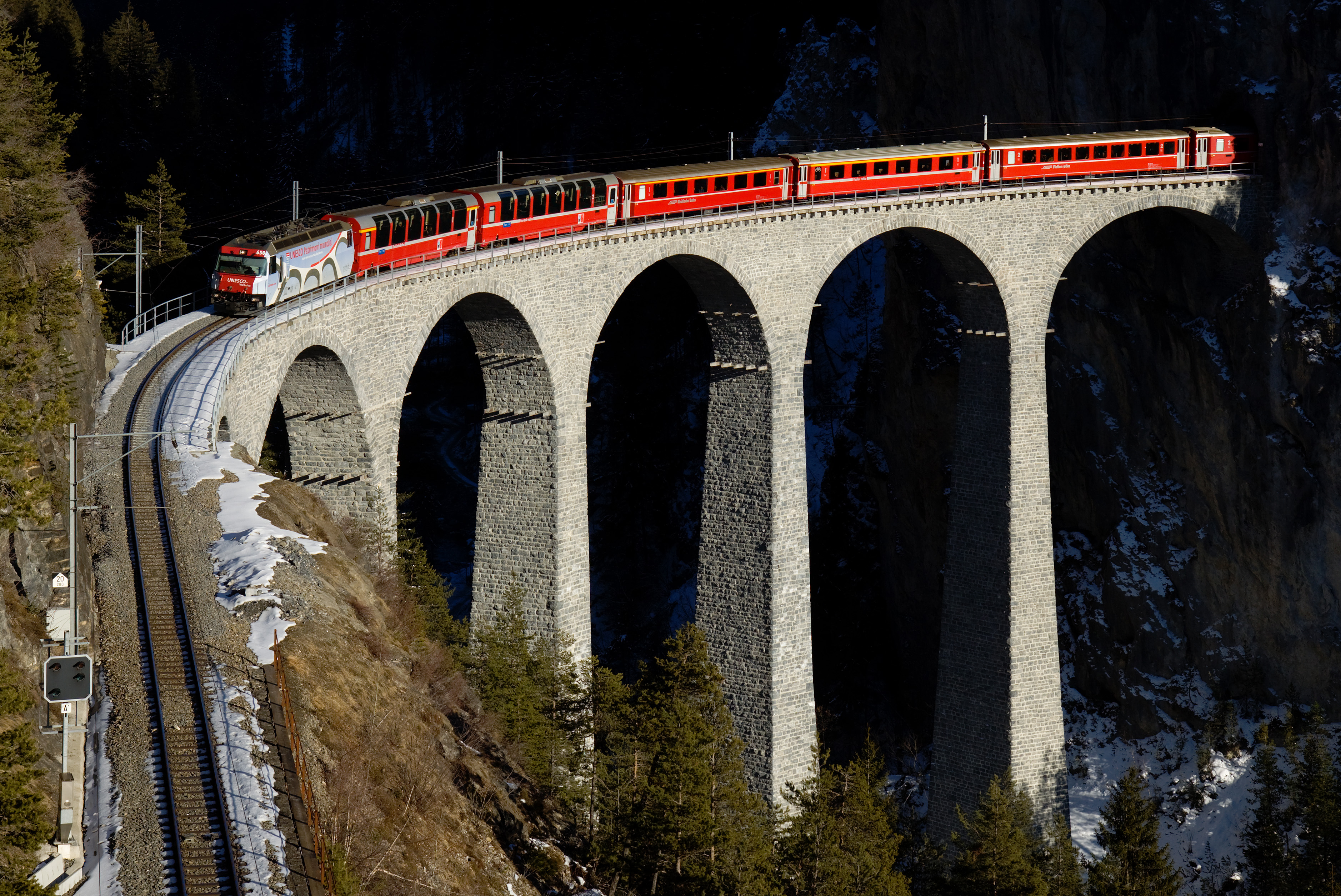
RhB Ge 4/4^{III} 650 „UNESCO“ auf dem Landwasserviadukt, welches zugleich auf der Lokomotive selbst abgebildet ist

Um den Mehrverkehr nach der Eröffnung des Vereinatunnels bewältigen zu können, entwickelte die Rhätische Bahn 1989 gemeinsam mit SLM und ABB eine neue Lokomotivgeneration, deren Antrieb auf der Drehstromtechnik mit GTO-Thyristoren basiert. Die ursprüngliche Planung einer sechsachsigen Variante der Ge 4/4II, die auf der nahezu geradlinigen Tunnelstrecke Vorteile gehabt hätte, wurde zugunsten einer auch auf Strecken mit engen Radien universell einsetzbaren Lokomotive mit vier Achsen verworfen.
Das Ergebnis war die 100 km/h schnelle Serie Ge 4/4III, die für eine Wechselspannung von 11 kV bei einer Frequenz von 16,7 Hz ausgelegt wurde. Die Loks haben ein Gewicht von 62 Tonnen und eine Leistung von 2400 kW bei 80 km/h. Ihre Länge beträgt 16.000 mm, ihre Höhe 3.860 mm und die Breite 2.800 mm. Die Leittechnik entspricht nahezu vollständig der SBB-Serie Re 460.
Am 7. Dezember 1993 wurde die erste Maschine, Ge 4/4III 641, offiziell in Dienst gestellt. Zwischen 1994 und 1999 folgten elf weitere Loks in drei Lieferserien mit den Nummern 642–652. Die erste Bestellung 1989 umfasste sechs, die zweite von 1991 drei und die dritte von 1996, die den Zusatzbedarf durch die Eröffnung des Vereinatunnels abdecken sollte, nochmals drei Maschinen. Auf der Albulabahn findet man sie vor fast allen Zuggarnituren, und die Autozüge durch den Vereinatunnel werden nur durch sie befördert. Fast alle Loks sind mit farbenfrohen Werbeanstrichen versehen.
Die zwölf Lokomotiven erhielten Namen von kleineren Ortschaften in Graubünden, auf dessen Kantonsgebiet die Rhätische Bahn ihr Streckennetz betreibt. Die Namen stehen je nach Lackierung an verschiedenen Stellen auf rechter und linker Seite des Fahrzeuges, die Betriebsnummern 641–652 auf den beiden Stirnseiten, sowie seitlich unten. Neben dem Namen befindet sich auf jeder Lok zusätzlich das Wappen des jeweiligen Ortes.
Ähnliche Lokomotiven verkehren auch bei der Bière-Apples-Morges-Bahn (BAM) (frz.: Chemin de fer Bière-Apples-Morges), als Ge 4/4 Nr. 21+22, sowie bei der Montreux-Berner Oberland-Bahn (MOB) (frz.: Chemin de fer Montreux-Oberland bernois), als Ge 4/4 Nr. 8001–8004. Die Lokomotiven der BAM sind elektrisch und mechanisch praktisch identisch zu denjenigen der RhB bis auf die zusätzlichen Seitenpuffer für den Rollbockverkehr. Die Lokomotiven der MOB sind im mechanischen Teil gleich aufgebaut, hingegen konnte im elektrischen Teil auf Transformator und Vierquadrantensteller verzichtet werden; der Gleichstrom aus der Fahrleitung kann direkt in den Zwischenkreis eingespeist werden. 2019 kaufte die RhB die Lok 8003 von der MOB, um sie mit neuen Komponenten auszurüsten, die als Muster für die Modernisierung der eigenen Loks dienen wird. Die Lok soll als Nummer 653 bei der RhB in Betrieb gehen.

### Modernisierung
2016 begann die RhB, beginnend mit der Nr. 644, die Loks zu modernisieren und dabei einer umfassenden mechanischen Revision zu unterziehen. Die Loks erhalten eine Dualbremse, die Drehgestelle werden gewechselt und die fahrzeugseitigen Komponenten für das neue Zugsicherungssystem ZSI 127 werden eingebaut. Äusserlich auffallend sind besonders die neuen, runden LED-Frontleuchten. Diese Modernisierung sollte ursprünglich 2019 abgeschlossen sein, wird aber noch bis 2021 andauern. Daran anschliessend wird eine Modernisierung der Leistungselektronik folgen, sodass die Loks weitere zwanzig bis dreissig Jahre eingesetzt werden können.

## Liste der Ge 4/4III
| Betriebsnummer | Taufname                         | Wappen | Inbetriebnahme     | Modernisierung                                                      | Werbeaufschrift (Stand September 2024) | Bild |
| -------------- | -------------------------------- | ------ | ------------------ | ------------------------------------------------------------------- | -------------------------------------- | ---- |
| 641            | Maienfeld                        |        | 7. Dezember 1993   | mit Dualbremse in Betrieb                                           | Coop                                   |      |
| 642            | Breil/Brigels                    |        | 24. Januar 1994    | mit Dualbremse in Betrieb                                           | rot mit grossem Logo RhB               |      |
| 643            | Vals                             |        | 22. Februar 1994   | mit Dualbremse in Betrieb                                           | rot mit grossem Logo RhB               |      |
| 644            | Savognin                         |        | 14. April 1994     | erste modernisierte Lokomotive 26.12.2017 mit Dualbremse in Betrieb | Eigenwerbung Weltrekordfahrt           |      |
| 645            | Tujetsch                         |        | 31. Mai 1994       | mit Dualbremse in Betrieb                                           | Radio e Televisiun Rumantscha          |      |
| 646            | Santa Maria Val Müstair          |        | 27. Juni 1994      | mit Dualbremse in Betrieb                                           | Eigenwerbung BÜGA                      |      |
| 647            | Grüsch                           |        | 20. September 1994 | mit Dualbremse in Betrieb                                           | rot mit grossem Logo RhB               |      |
| 648            | Susch                            |        | 5. November 1994   | mit Dualbremse in Betrieb                                           | Watson                                 |      |
| 649            | Lavin                            |        | 8. Dezember 1994   | mit Dualbremse in Betrieb                                           | Engadin Skimarathon                    |      |
| 650            | Seewis im Prättigau              |        | 7. September 1999  |                                                                     | rot mit grossem Logo RhB               |      |
| 651            | Fideris                          |        | 28. September 1999 |                                                                     | rot mit grossem Logo RhB               |      |
| 652            | Vaz/Obervaz Lenzerheide-Valbella |        | 5. November 1999   |                                                                     | HC Davos                               |      |
| 653            |                                  |        | (im Umbau)         | ex MOB 8003                                                         |                                        |      |